# Красногорьевский
Красногорьевский — посёлок в Богучанском районе Красноярского края России. Административный центр Красногорьевского сельсовета.

## История
Посёлок Красногорьевский был основан в 1968 году.

## География
Посёлок находится в северо-восточной части края, на правом берегу реки Ангара, на расстоянии приблизительно 2,5 километров (по прямой) к северу от села Богучаны, административного центра района. Абсолютная высота — 132 метра над уровнем моря.

## Население
| 2010 |
| ---- |
| 1512 |

Гендерный состав
По данным Всероссийской переписи населения 2010 года в гендерной структуре населения мужчины составляли 50,3 %, женщины — соответственно 49,7 %.
Национальный состав
Согласно результатам переписи 2002 года, в национальной структуре населения русские составляли 88 % из 1543 чел.

## Инфраструктура
В посёлке функционируют средняя общеобразовательная школа, детский сад, участковая больница (филиал Богучанской районной больницы), библиотека, сельский дом культуры и отделение Почты России.

## Улицы
Уличная сеть посёлка состоит из 25 улиц.